# Grabovac (Peć)
Pour les articles homonymes, voir Grabovac.
Graboc en albanais et Grabovac en serbe latin (en serbe cyrillique : Грабовац) est une localité du Kosovo située dans la commune/municipalité de Pejë/Peć et dans le district de Pejë/Peć. Selon le recensement kosovar de 2011, elle compte 403 habitants.

## Démographie

### Évolution historique de la population dans la localité
| 1948 | 1953 | 1961 | 1971 | 1981 | 1991 | 2011 |
| ---- | ---- | ---- | ---- | ---- | ---- | ---- |
| 225  | 262  | 295  | 370  | 496  | 552  | 403  |

|  |

### Répartition de la population par nationalités (2011)
En 2011, les Albanais représentaient 97,77 % de la population.